# М-80 (БМП)
М80 — югославская боевая машина пехоты. Разработана для замены устаревшего бронетранспортёра M-60P в 1980. Состоит на вооружении стран из состава бывшей Союзной республики Югославия. БМП принимала участие практически во всех боевых действиях на территории бывшей Югославии.

## Характеристика
М80 по многим своим характеристикам была схожа советским БМП-1 и БМП-2, французской БМП AMX-10P. Это объясняется тем, что в качестве базы для её разработки использовался бронетранспортер М-60P, а в самой разработке новой машины приняли участие французские специалисты из компании «Испано-Сюиза».
Боевая машина пехоты М80 имеет классическую для этого типа машин компоновку. В носовой части корпуса размещены моторно-трансмиссионное отделение (справа) и отделение управления (слева). Позади механика-водителя находится место командира машины, имеющее свой собственный люк и оборудованное дневным/ночным прибором наблюдения. В средней части установлена одноместная башня, образующая вместе с подбашенным пространством боевое отделение. За ним в корме машины расположены места для десанта. Корпус сварен из бронелистов, имеющих рациональные углы наклона.
Двигатель HS-115-2 мощностью 191 кВт, главный фрикцион, коробка передач и планетарные механизмы поворота скомпонованы в одном блоке. Также в один блок объединены элементы системы охлаждения двигателя и воздухоочиститель. Доступ в МТО для обслуживания и ремонта осуществляется при помощи двух люков, расположенных в верхнем лобовом и верхнем правом бронелистах. БМП имеет максимальную скорость передвижения по шоссе до 58 км/ч, запас хода при этом составляет 500 километров.
В ходе серийного производства на М80 был установлен новый более мощный двигатель FAMOS-10B-003 (мощн.235 кВт), что позволило увеличить удельную мощность машины и, соответственно, скорость, которая составила 65 км/ч по шоссе и 7,8 км/ч на плаву. Эта модификация получила обозначение М80А.

## Варианты
- M80 — Первая модификация. Выпущена небольшой партией.
- M80A — Основная модификация, с модернизированной бронёй, вооружением и силовой установкой.
- M80A1 — Модернизированная M80A. Установлена 30-мм пушка и новая СУО.
- M80AI — БРМ, на базе M-80A1. Прототип.
- M80A KC — КШМ командира роты, на базе M80A.
- M80A KB — КШМ командира батальона, на базе M80A.
- VK80A — КШМ командира бригады, на базе M80A. Вооружение 1 × 7,62-мм пулемётом. Выпущены малой серией.
- M80A Sn — Санитарно-эвакуационная машина. Вооружение отсутствует. Экипаж: 1 механик-водитель, 3 санитара-медика. Перевозит 4 лежа или 8 сидя раненых.
- M80A LT — Самоходный противотанковый ракетный комплекс. Вооружение: модернизированная ПУ ПТРК 9М14М «Малютка».
- M80А SPA — 30-мм спаренная Зенитная самоходная установка.
- M80А SPAAG — 20-мм спаренная Зенитная самоходная установка, на базе 80A1.
- Sava M-90 — Самоходный ЗРК с ЗУР «Стрела-10М». Прототип.
- M80A MOS — Самоходный миноукладчик, на базе М80А.
- М98 (M80AK «Выдра»/«Vidra») — Разработка с изменённой башней, вооружением и постановщиком дымовой завесы. Вооружена 30-мм пушкой Zastava M86/M89 (30×192 мм).[1]

## Операторы
Сербия — 320 М80 и 3 M-80AB1 по состоянию на 2024 год
 Украина —  28 M-80A по состоянию на 2024 год
 Хорватия — 100 М-80 по состоянию на 2024 год

## Галерея

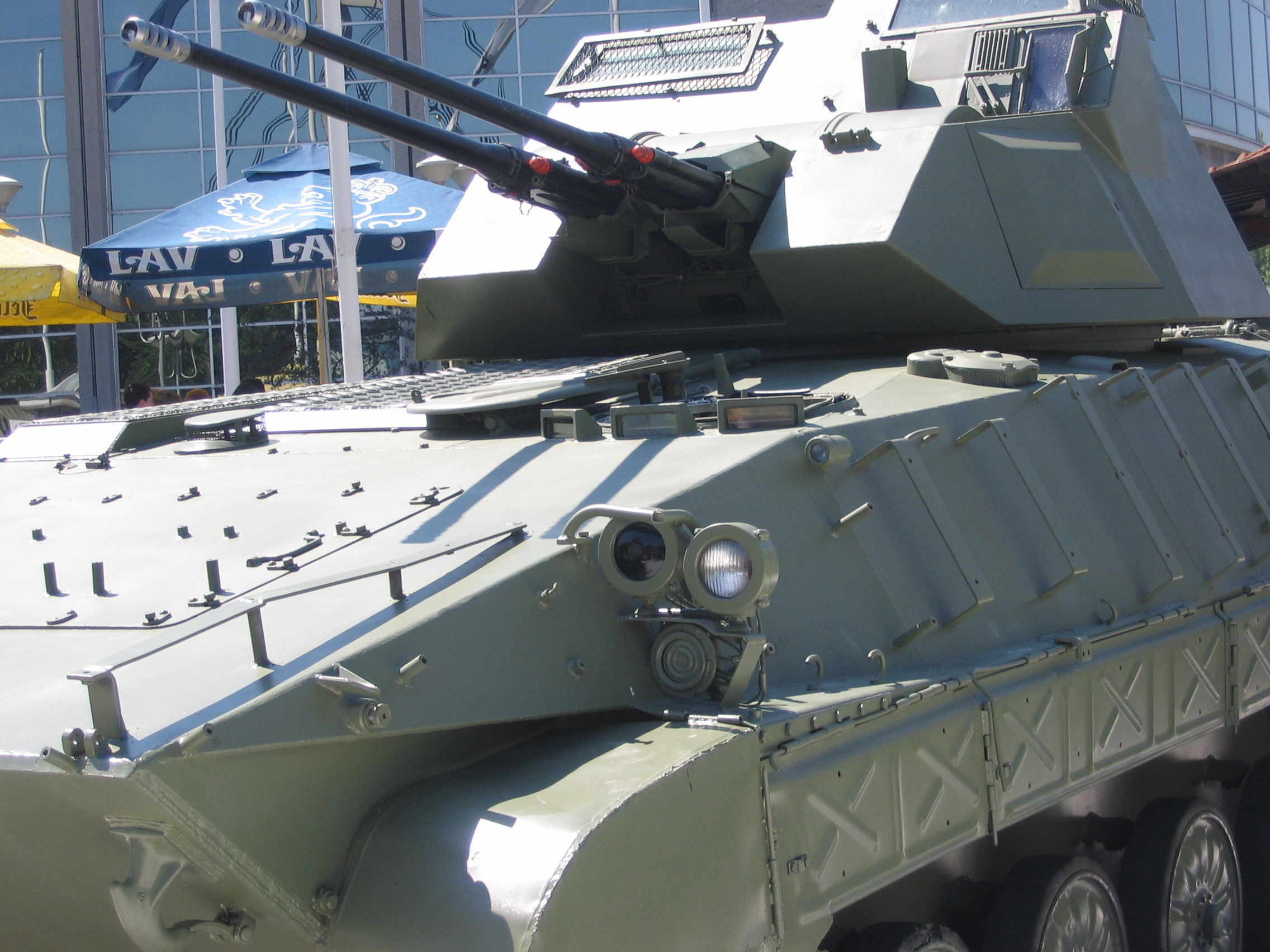
M80A SPA 30-мм спаренная Зенитная самоходная установка
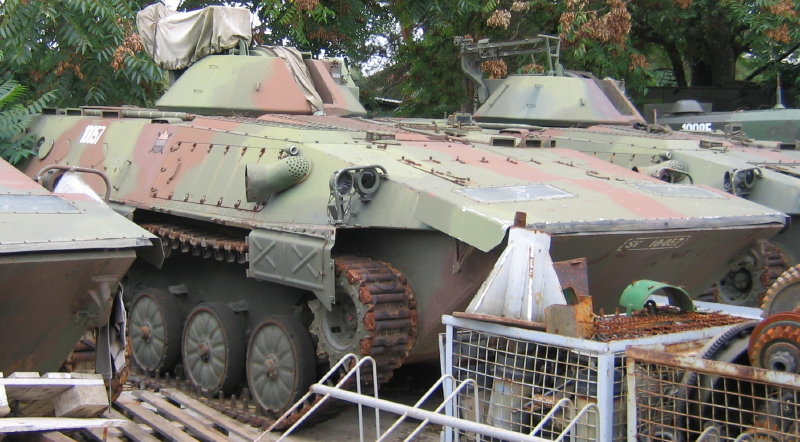
M80A Вид спереди
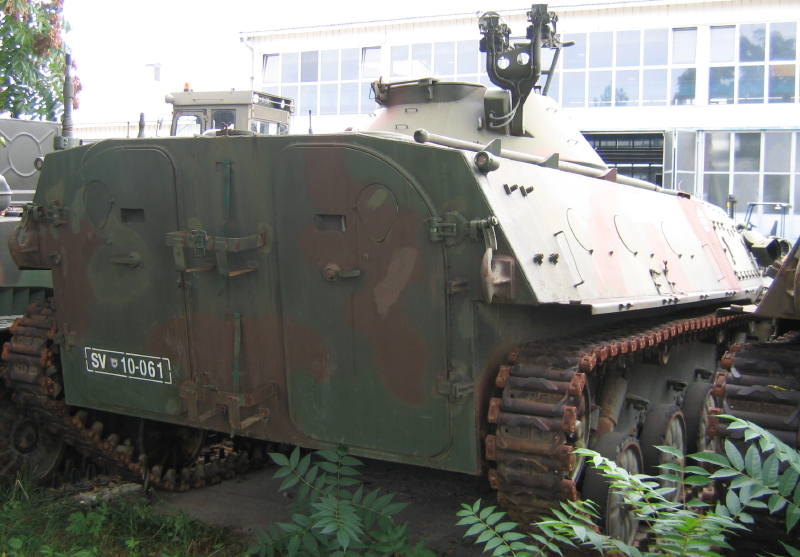
M80A Вид сзади
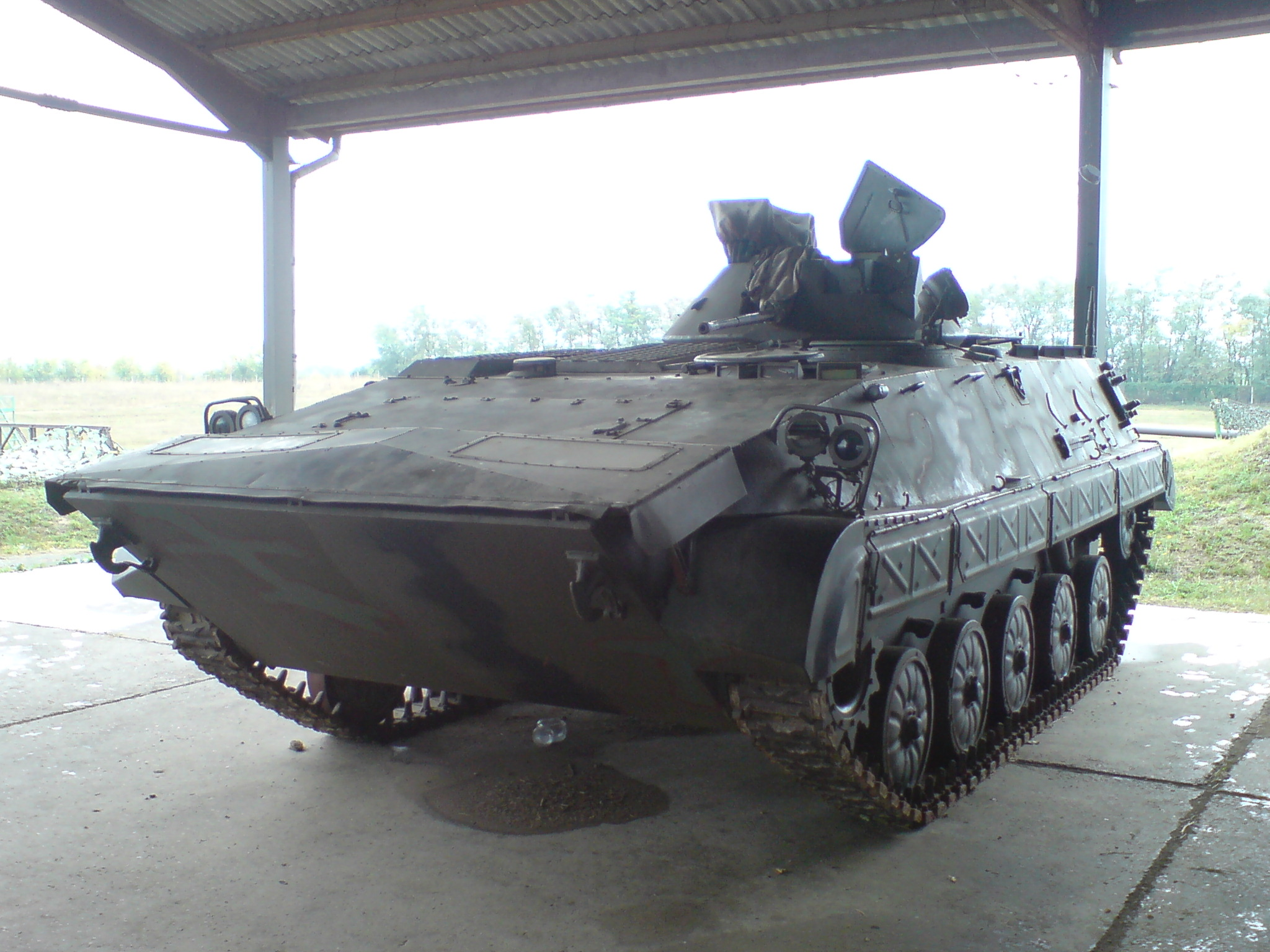
Хорватский М80 в Вуковарском музее